# Église Notre-Dame-de-l'Olivier de Guimarães
L’église Notre-Dame-de-l'Olivier (portugais : Igreja de Nossa Senhora da Oliveira) est une église collégiale située à Guimarães, au Portugal. Elle est classée comme monument national et fait partie du centre historique de Guimarães, protégé au patrimoine mondial de l'Unesco.

## Structure

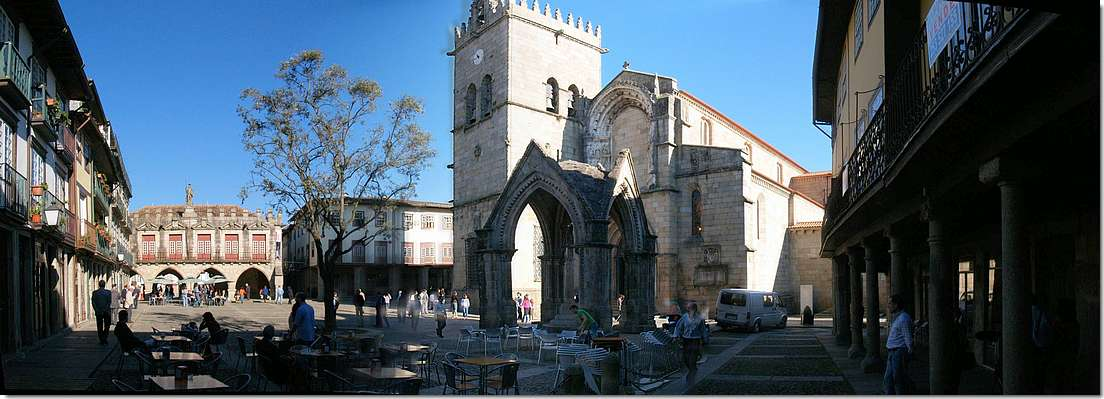
Place de l'Olivier, en novembre 2006.
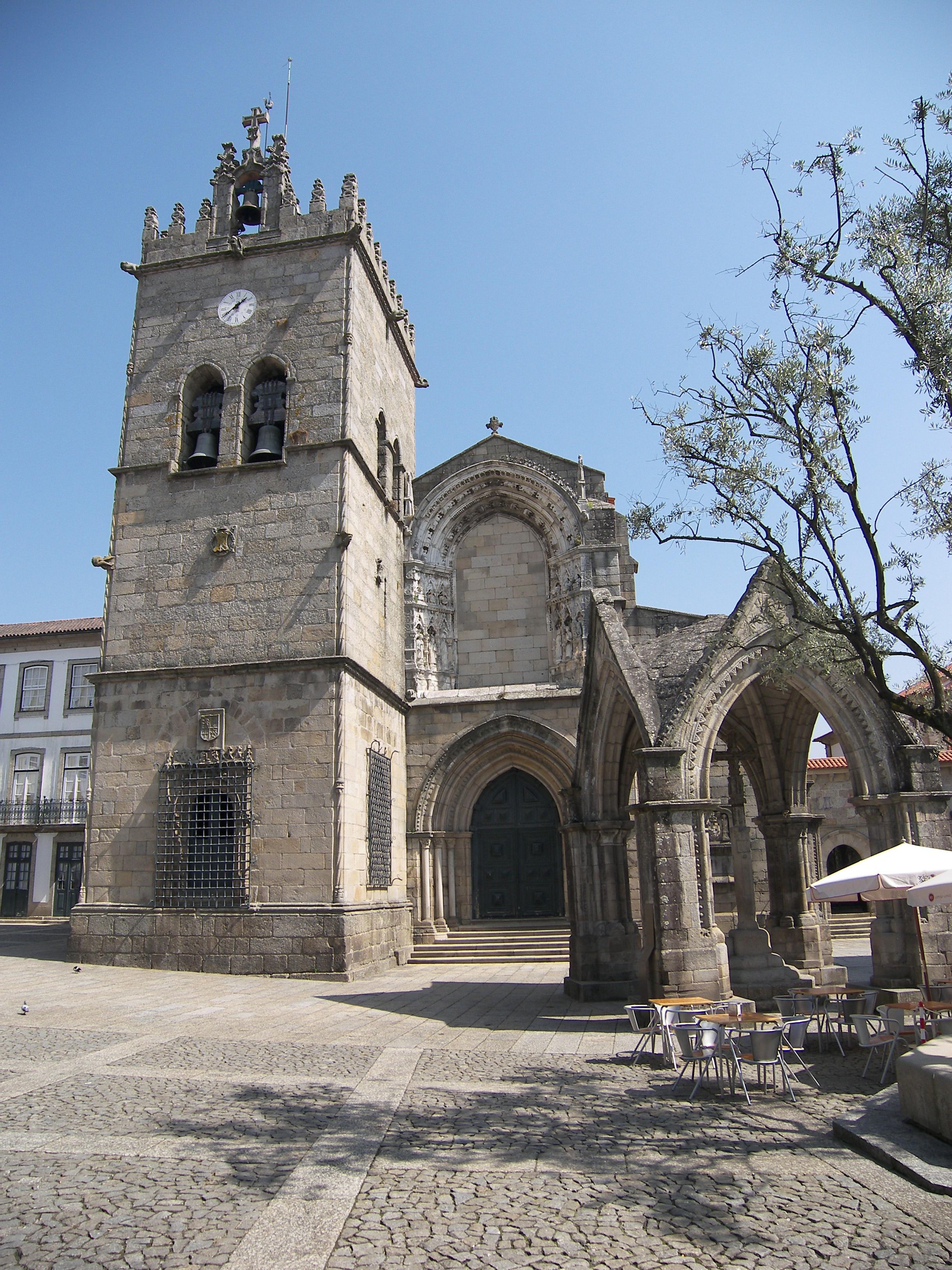
Vue depuis la place, en septembre 2007.
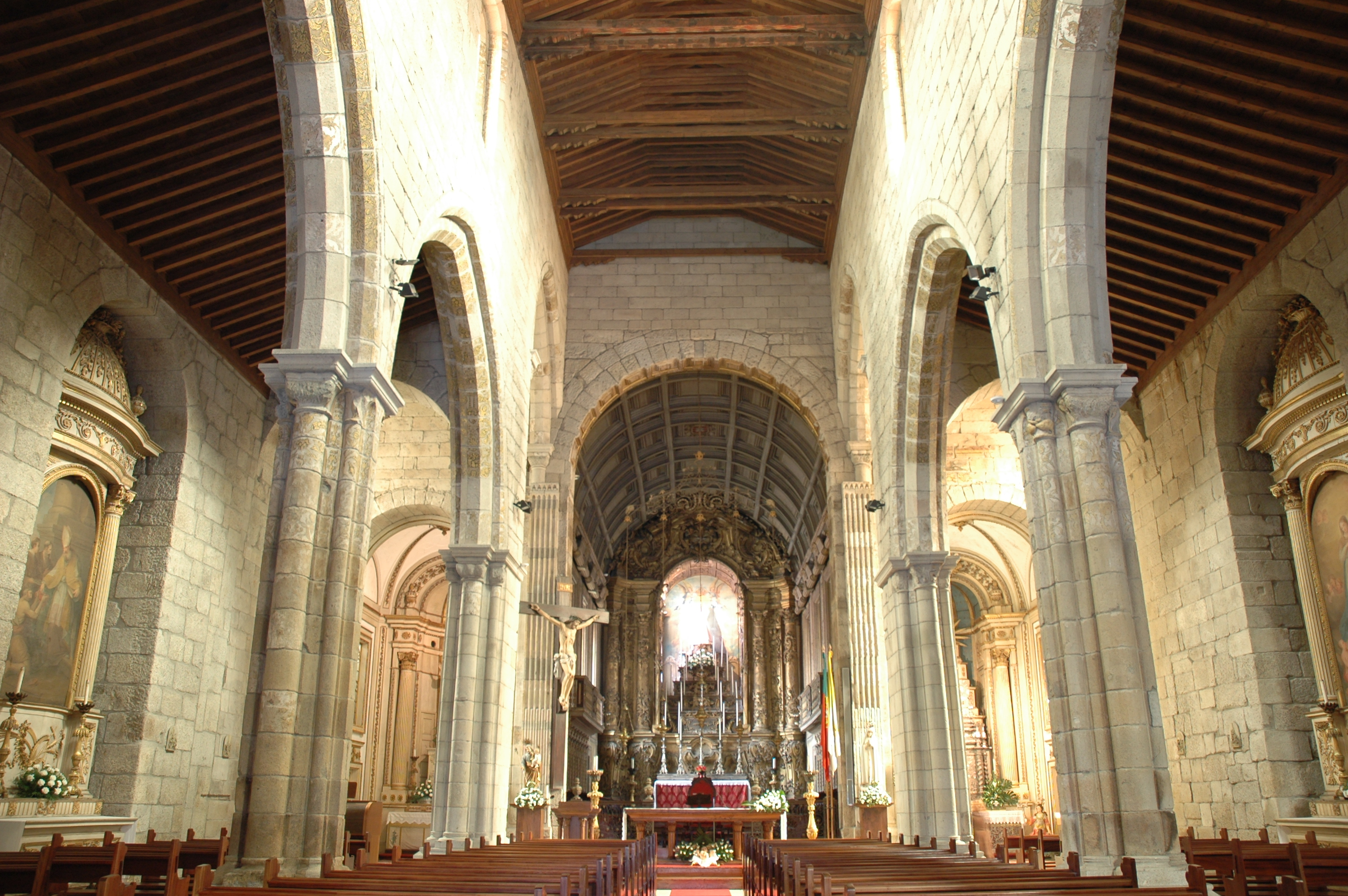
Intérieur, en décembre 2007.
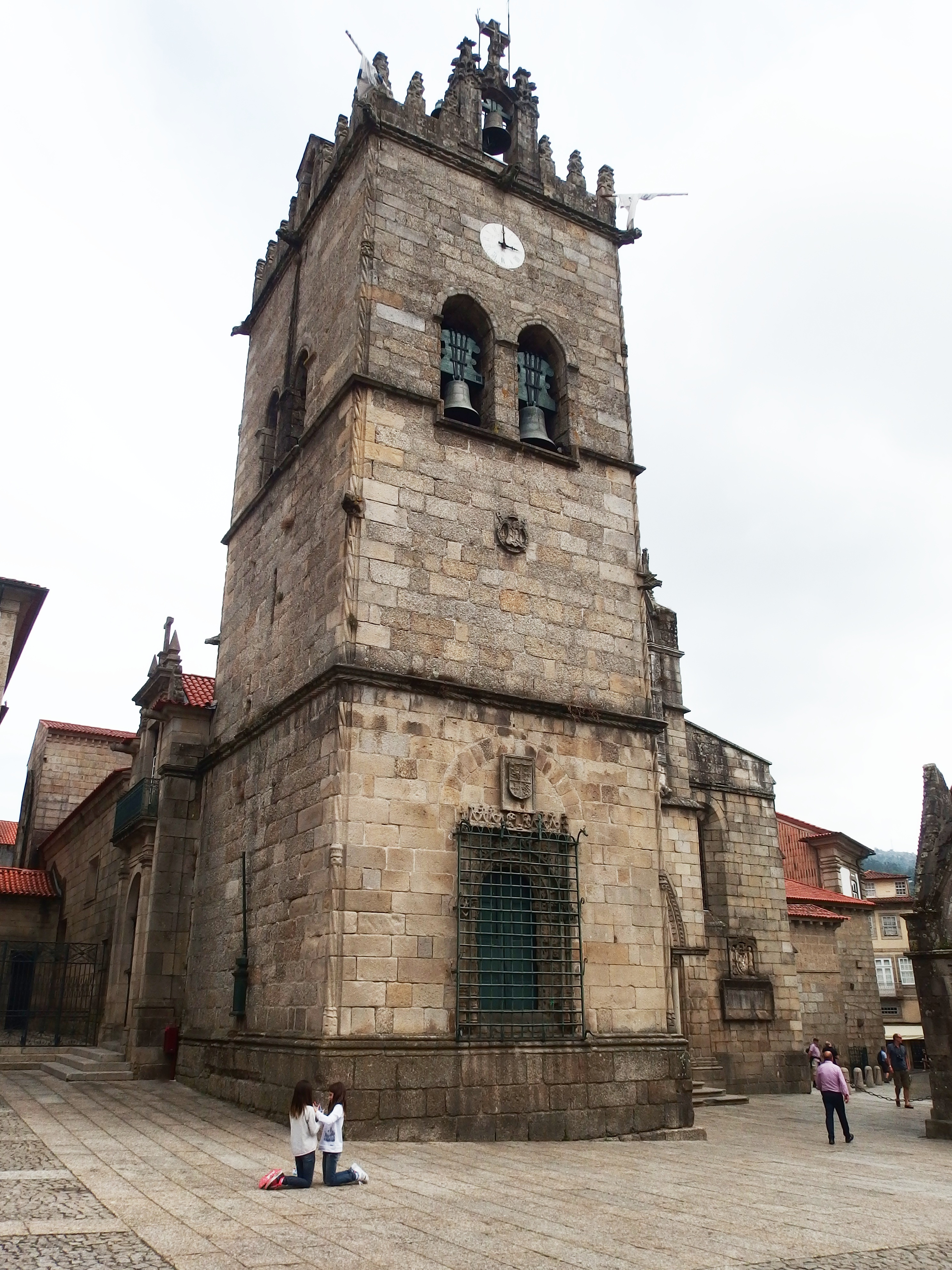
Clocher, en juillet 2017.
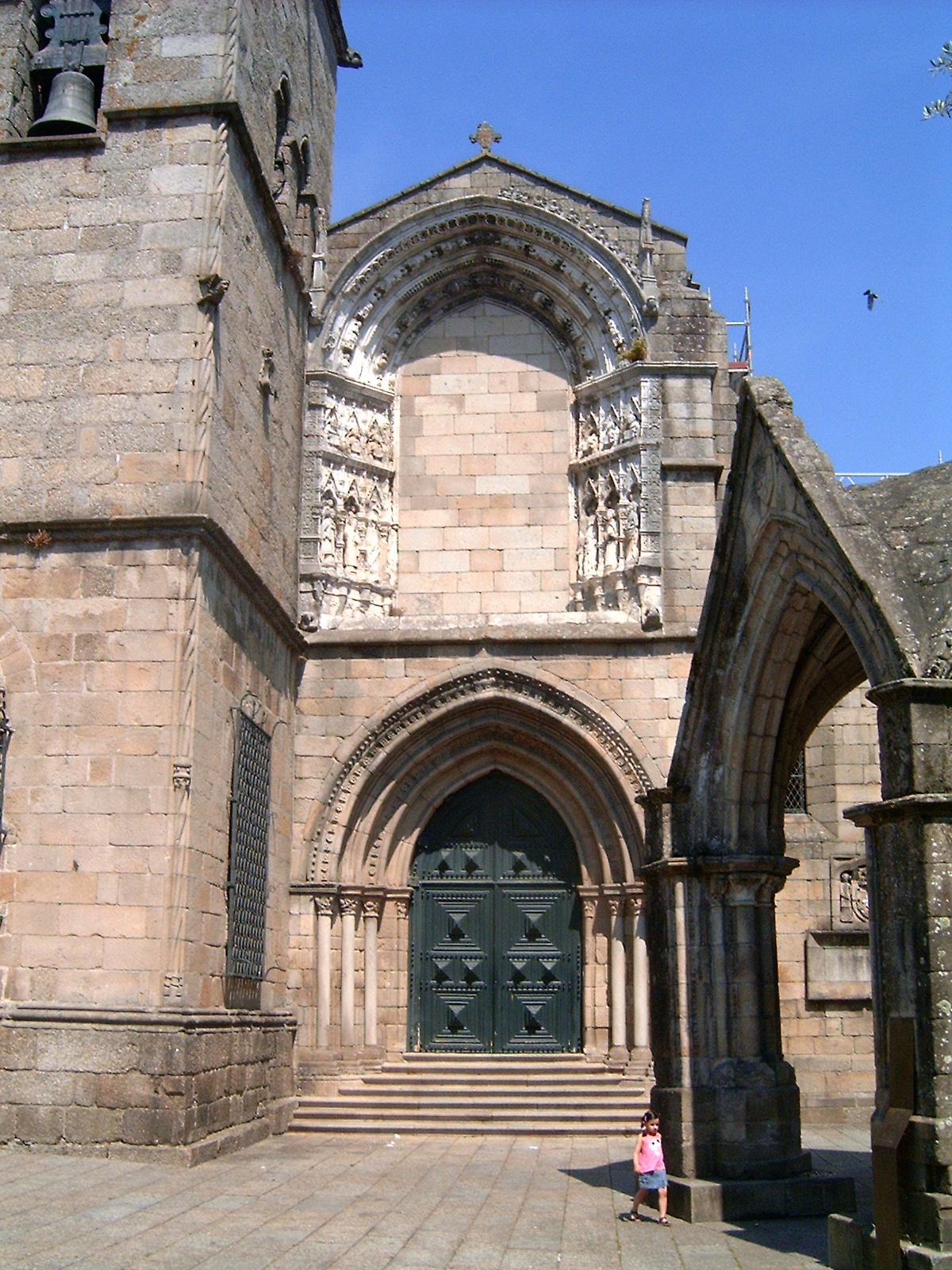
Portail d'entrée, en juin 2005.
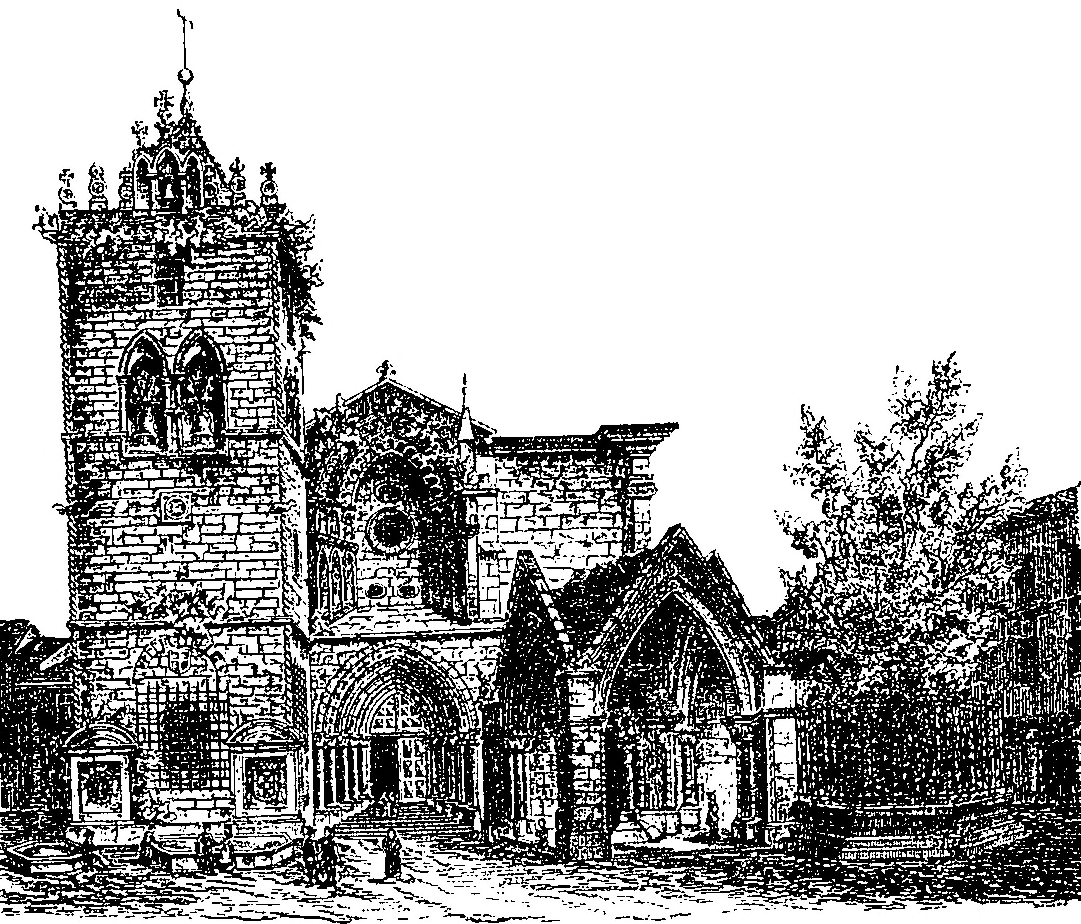
Gravure de la façade principale depuis la place issue de l'ouvrage L'Olivier par Amédée Coutance, paru en 1877.